# Banisteriopsis lyrata
Banisteriopsis lyrata är en tvåhjärtbladig växtart som beskrevs av B. Gates. Banisteriopsis lyrata ingår i släktet Banisteriopsis och familjen Malpighiaceae. Inga underarter finns listade i Catalogue of Life.